# Vítor Pavão dos Santos
Vítor Pavão dos Santos (Lisboa, 13 de julho de 1937) é um teatrólogo, museólogo e biógrafo português.

## Biografia
O seu pai, José André dos Santos, era jornalista de "O Século". Aos 4 anos vence o primeiro prémio de um concurso de desenho da Sociedade Nacional de Belas Artes. Desde essa altura que se interessa por desenhar e coisas do palco. Depois do teatro, ia para casa e desenhava tudo o que via.
Em 1943, tinha quatro ou cinco anos, estava num jantar com o seu pai numa homenagem ao toureiro mexicano Gregorio Garcia, quando Amália Rodrigues irrompeu pela sala, vestida de azul, e cantou Carmencita para o toureiro. A partir daí, ficou apaixonado por Amália.   
Gostava muito de desenhar para teatro, mas sempre gostou mais de História, por isso tirou o curso de História, na Faculdade de Letras da Universidade de Lisboa, acabando com uma dissertação em História de Arte, com a nota final de 15 valores. Entretanto, também mantinha o seu interesse pelo teatro, fazendo o seu primeiro cenário para o Auto da Índia, de Gil Vicente, em 1963, na então recém-inaugurada Casa da Comédia, sob a orientação de Fernando Amado. Nesse teatro experimental, desenhou cenários e figurinos para uma obra barroca e peças de Molière, Jean Cocteau, Almada Negreiros e o próprio Fernando Amado, tendo como interpretes Isabel Ruth, Glória de Matos, Maria do Céu Guerra, Fernanda Lapa, Santos Manuel, Filipe Ferrer, Augusto Sobral, e muitos outros. Em 1985, estreou-se a fazer cenários e figurinos para o teatro profissional, no Teatro Estúdio de Lisboa, companhia dirigida por Helena Félix e Luzia Maria Martins. Desenhou cinco espetáculos para este conjunto inovador, começando com O Pomar das Cerejeiras, de Anton Tchekov, com Helena Félix, José de Castro e João Perry, espetáculo que obteve um grande êxito. Para a Companhia Portuguesa de Comediantes, desenhou As Raposas, com Eunice Muñoz, Maria Lalande, João Perry e Rogério Paulo. Desenhou para a Companhia de Raul Solnado a comédia Assassinos Associados, com Raul Solnado, Armando Cortez, Nicolau Breyner, Madalena Sotto e Fernanda Borsatti. Desenhou A Dança da Morte em 12 Assaltos, com Carmen Dolores, Álvaro Benamor e Augusto de Figueiredo. Para a empresa Vasco Morgado, desenhou Freud. O Princípio e o Fim, com Jacinto Ramos e Lia Gama, e, também no Teatro Monumental, a farsa A Pedra no Sapato, com Armando Cortez, Anna Paula e Graça Lobo. Para a Companhia Somos 2, a peça Dois no Baloiço, com Eunice Muñoz e José de Castro. Para a Companhia Teatral da RTP, a peça Platonov, de Tchecov, com Carmen Dolores, Sinde Filipe, Lourdes Norberto, Irene Cruz, Fernanda Borsatti e Rogério Paulo. Para o Teatro Experimental do Porto, a peça O Barbeiro de Sevilha, de Beaumarchais. Mais tarde, desenhou para Filipe La Féria o musical My Fair Lady, com Anabela, Carlos Quintas, Manuela Maria, Miguel Dias e Mariema; A Rainha do Ferro Velho, com Maria João Abreu, João Baião, José Raposo e Lourdes Norberto, o musical A Canção de Lisboa, com Anabela, Tiago Diogo e Artur Agostinho. Em colaboração com Henrique Feist, e direção musical de Nuno Feist, imaginou o espetáculo de cantigas do teatro de revista, passando por vários teatros, Esta Vida É Uma Cantiga, com Henrique Feist, FF, Wanda Stuart, Simone de Oliveira, Anita Guerreiro, Anabela, Vanessa Silva, Fernanda Baptista, Rui Andrade e outros. Colaborou com Filipe La Féria na conceção do musical Amália, com Alexandra, Carlos Quintas, Liana e Gonçalo Salgueiro, que esteve 3 anos em cena. Para a Rádio e Televisão de Portugal, concebeu os programas musicais Isto Agora É Outra Loiça, com Lia Gama, Rui Mendes, Helena Isabel, Fernanda Borsatti, Virgílio Castelo e Fernando Heitor.    
Foi convidado para integrar, na Fundação Calouste Gulbenkian, o grupo de investigadores que constituíam o grupo Documentos para a História de Arte em Portugal, onde permaneceu 8 anos, colaborando com A. H. de Oliveira Marques, Raul Lino, Mário Chicó, entre outros investigadores. Em 1965, foi convidado para integrar a Direcção-Geral do do Ensino Superior de Belas Artes, onde, através de várias denominações, permaneceu até 1982, determinando as principais diretrizes dos museus, palácios e fundações de Portugal. Integrou-se no Instituto Português do Património Cultural e colaborou estreitamente com a sua presidente, Natália Correia Guedes, assim como dirigiu o Departamento de Museus. 
Fez parte da Comissão Organizadora do Museu Nacional do Traje, com Maria José de Mendonça, Natália Correia Guedes, grande impulsionadora desta iniciativa, e Ana Brandão, sendo o museu inaugurado em 1976, no Parque do Monteiro-Mor, em Lisboa.   
Em 1978, fez uma proposta para a criação do Museu Nacional do Teatro. Em 1979, para apresentar a ideia do museu, ergueu a exposição A Companhia Rosas & Brasão (1880 - 1898).  Em 1979 organizou-se, no Museu do Traje, a primeira exposição para dar uma ideia do que se pretendia. Começou então a organizar as coleções do Museu, a partir do zero, contando com a colaboração de Amélia Rey Colaço. Para instalar o novo museu, foi totalmente recuperado, sob sua orientação, o setencentista Palácio do Monteiro-Mor, no Lumiar. Em 1982, o museu foi criado por Decreto, já com vastas coleções, e Vítor Pavão foi nomeado diretor do museu, cargo em que se manteve durante 19 anos. O museu foi inaugurado, em 1985, com a exposição Gente do Palco, para apresentar o museu ao público e o público ao museu. Em 1987, foi erguida uma exposição de grande envergadura, exigindo larga investigação, como depois sempre aconteceria - A Companhia Rey Colaço-Robles Monteiro (1921 - 1974 ). Foram erguidas exposições comemorando os 50 anos de carreira de Amália Rodrigues e, depois, de Eunice Muñoz. Foram organizadas as Exposições Desenhar a Revista, O Grande Teatro do Mundo, Verde Gaio, Uma Companhia Portuguesa de Bailado, O Teaero Vai Ao Cinema. De Itália, foi recebida a grande exposição Vestir O Sonho, a Coleção Tirelli. O museu obteve vários prémios internacionais, no Reino Unido e no Brasil. 
Além de várias obras académicas e de investigação, publicou, em 1986, A Revista À Portuguesa, primeiro estudo sobre tão importante género teatral. Em 1987, publicou "Amália. Uma Biografia", produto de vasta investigação e longas conversas com a própria Amália Rodrigues, sendo primeira obra investigada sobre Amália. Sobre esta artista publicou Amália. Uma Estranha Forma de Vida, a fotobiografia, O Fado da Tua Voz, sobre a relação entre Amália e os seus poetas, e muitos escritos dispersos. Publicou também O Veneno do Teatro, conversas com Amélia Rey Colaço e Acima de Tudo Amar A Vida, conversas com Eunice Muñoz. Em colaboração com Carmen Dolores, ultima o livro Os Comediantes de Lisboa (1944-1950). 
O livro sobre Amália Rodrigues foi o primeiro de uma trilogia que incluirá também os nomes de Amélia Rey Colaço e Eunice Muñoz.
A 9 de junho de 1994, foi agraciado com o grau de Comendador da Ordem do Infante D. Henrique.

## Amália
"Mais do que a mulher do fado, hoje sinto o desaparecimento de uma grande amiga. Conheço a Amália desde miúdo mas só em 1982 surgiu a ideia de fazermos o livro. Já muitos tinham tentado mas nunca ninguém tinha conseguido. Para me atrever ao trabalho fiz muita pesquisa nos arquivos de Roma, Nova Iorque e Paris. Li tanta coisa que ela costumava perguntar-me, a brincar, durante as nossas conversas: 'Para que é que precisa de vir falar comigo se você é que me vem cá contar a minha vida?' " (VPS, Público, 7 de outubro de 1999)

## Obras
- Teatro de Revista
- Amália - uma Biografia, Ed. Contexto, 1987
- Amália: UMA ESTRANHA FORMA DE VIDA (Fotobiografia), Verbo, 1992
- Versos, Cotovia, 1997
- Amália Rodrigues - Retratos Fotográficos de Silva Nogueira, 1999
- O Veneno do Teatro, Bertrand, 2015.